# Lipa (Jawor)
Pour les articles homonymes, voir Lipa.
Lipa est une localité polonaise de la gmina de Bolków, située dans le powiat de Jawor en voïvodie de Basse-Silésie.